# Spe (Exoplanet)
Spe (14 Andromedae b, abgekürzt auch 14 And b) ist ein Exoplanet, der den rund 249 Lichtjahre von der Sonne entfernten Roten Riesen Veritate (14 Andromedae) im Sternbild Andromeda umkreist.

## Namensherkunft
Wie alle Exoplaneten wurde Spe ursprünglich allein mit dem offiziellen Namen des Sterns und einem Kleinbuchstaben, entsprechend der Reihenfolge der Entdeckung, bezeichnet. Nach einem öffentlich ausgeschriebenen Wettbewerb der IAU erhielt er am 15. Dezember 2015 den offiziellen Namen Spe, abgeleitet vom lateinischen Wort „Spes“ für „Hoffnung“. Der vom Thunder Bay Centre der Royal Astronomical Society of Canada ursprünglich vorgeschlagene Name lautete Spes, wurde jedoch abgewandelt, um ihn an den des Zentralsterns anzugleichen.

## Entdeckung
Die Entdeckung des Planeten erfolgte im Rahmen einer 2001 begonnenen Messkampagne durch ein japanisches Astronomenteam um Bunei Sato am Okayama Astrophysical Observatory, bei der die Radialgeschwindigkeiten von rund 300 roten Riesensternen der Spektralklassen G und K präzise vermessen wurden. Im Juli 2008 wurde schließlich die Entdeckung von fünf Planeten um die Sterne 14 Andromedae, 81 Ceti, 6 Lyncis, und HD 167042 veröffentlicht.

## Eigenschaften
Spe hat Modellrechnungen zufolge eine Mindestmasse von fast fünf Jupitermassen und umkreist Veritate alle 186 Tage in einer kreisförmigen Umlaufbahn bei einem Umlaufradius von etwa 0,83 AE. Aufgrund seiner großen Masse muss er ein Gasriese sein.